# Джулио I Чибо-Маласпина
Джулио I Чибо-Маласпина (на италиански: Giulio I Cybo-Malaspina; * 1 март 1525, Рим, Папска държава; † 18 май 1548, Милано, Миланско херцогство) е маркиз на Маса и господар на Карара, Монета и Авенца (7 октомври 1546 – 27 юни 1547), патриций на Рим, Генуа, Пиза, Флоренция, Неапол, благородник на Витербо, полковник от Френската армия.

## Произход
Той е син на Лоренцо Чибо (* 1500, † 1549), губернатор и кастелан на Сполето (23 декември 1519), капитан на гвардията на Апостолически дворец в Орвието (11 ноември 1527), вечен губернатор на Ветрала, Монтеджове и Джано (1529), губернатор на Витербо (1532), губернатор на Пиза (1534), генерал на Папската армия (1520), генерален командващ на Папската армия (22 юни 1530), и на съпругата му Ричарда Маласпина (* 1497, † 1533), последната от династичния клон, маркиза на Маса и княгиня на Карара, Монета и Авенца (1519 – 1546 и 1547 – 1553). Негови дядо и баба по бащина линия са Алберико II Маласпина, маркиз на Маса и господар на Карара, граф на Ферентило, и Мадалена де Медичи, а по майчина – Антонио Алберико II Маласпина, от 1481 г. маркиз на Маса и господар на Карара, и Лукреция д’Есте. Има един брат и една сестра:
- Елеонора (* 1523, † 1594), графиня на Лаваня като съпруга на Джан Луиджи Фиески и маркиза на Четона като съпруга на Джанлудовико „Киапино“ Вители
- Алберико I (* 1534, † 1623), маркиз на Маса и господар на Карара (1553 – 1623) и от 1568 г. маркграф на Карара, княз на Маса и маркиз на Карара (1568), граф (1566) и маркиз (1569) на Айело, барон на Падули (1566), граф на Ферентило (1549), господар на Монтелеоне (1562 – 1565), съпруг на Елизабета дела Ровере и на Изабела ди Капуа

Има и една полусестра от първия брак на майка си, трима полубратя и две полусестри от извънбрачните ѝ връзки, и един полубрат и една полусестра от извънбрачни връзки на баща си.

## Биография
Джулио е роден на 1 март 1525 г. в Дворец „Чибо“ на пл. „Навона“ в Рим, собственост на баща му и по-късно включен в резиденцията на Памфили, където Ричарда обича да отсяда. Той остава там две години, докато семейството трябва да се върне по море в Крепостта на Маса, неговата официална резиденция, поради разграбването на Рим. Държавата, по време на отсъствията на маркизата, се управлява, според бащината воля, от нейната майка Лукреция д'Есте, подпомагана от нейния шурей кардинал Иноченцо Чибо: Ричарда запазва за себе си работата по дипломатическите въпроси с чужди държави. Докато Ричарда и нейните деца Елеонора и Джулио се завръщат в Рим, съпругът ѝ Лоренцо се установява в Аняно (днес част от Аняно Терме, подселище на Неапол) и се грижи за интересите на своето графство Ферентило. Той остава там до 1533 г., преди да се установи във Флоренция в Дворец „Паци“, все още принадлежащ на семейство Чибо. 
През 1543 г. 18-годишният Джулио отива в Барселона, където с подкрепата на адмирал Андреа Дория се присъединява към двора на император Карл V.
Сериозните разногласия между Джулио и неговата деспотична майка се дължат главно на завещателните разпоредби на нейния баща Антонио Алберико II Маласпина, който номинира за свой наследник най-големия син на дъщеря си, който заедно с вдовицата си Лукреция би трябвало да държи маркграфството, докато не навърши пълнолетие. Но Ричарда прибягва до всички средства, за да изключи сина си, както вече е направила със съпруга си, и желае лично да държи властта, което става с подкрепата на императора. Междувременно през 1544 г. Джулио, след негативни преживявания в Испания, включително и финансови, временно се установява в крепостта на Карара при чичо си кардинал Иноченцо Чибо, след това в Аняно при баща си, а накрая отива в Рим. Тук той претендира пред властната си майка като първороден, за правото си на титлата на „маркиз на Маса и господар на Карара“. Тя решително отказва да му предаде властта, тъй като иска да продължи да я упражнява лично и да я предаде след смъртта на любимия си син Алберико. Следва ожесточена битка между майка и син, която първоначално е в полза на Джулио, а след това се оказва смъртоносна за него.
През март 1546 г. Джулио се жени за Перета Дория, дъщеря на Томазо Дория и първа братовчедка на Андреа Дория от принцовете на Онеля. Междувременно Ричарда действа със законни средства срещу Джулио, който с помощта на баща си Андреа Дория и Медичите успява със сила да окупира територията, която му принадлежи, и на 7 октомври 1546 г. се провъзгласява за маркиз. Ситуацията обаче се влошава и Джулио губи и икономическата подкрепа на съюзниците. На 30 май 1547 г. той сключва споразумение с майка си, според което, с плащането на 40 хил. златни дуката, връща феодите, които е управлявал от нейно име. На 27 юни Ричарда се установява в родната си крепост вМаса, докато непредпазливият Джулио, без договорената голяма сума, иска заем от придобития си чичо – адмирал Андреа Дория, който обаче му отказва.

### Предателство и смърт
След този факт младият маркиз започва да заговорничи срещу адмирала, за да го убие и да въведе Генуезката република и нейния маркиз във френска орбита. Заговорът, подкрепен от Отобоно Фиески и други генуезки изгнаници, приютени във Венеция, включва влизането в града, убийството на Дория, испанския посланик и други членове на происпанската партия. Подкрепа в тази операция идва и от флорентинското семейство Строци и от папа Павел III: първите всъщност не прощават на испанците на Карл V края на Флорентинската република, а вторият желае по-голям баланс на силите на полуострова.
Заговорът обаче е разкрит, преди да бъде осъществен. Джулио I е арестуван и затворен в замъка в Понтремоли, а след това е отведен в Милано. Въпреки намесата на роднините си Козимо I Медичи и Ерколе II д'Есте, херцог на Ферара той е обезглавен на 23-годишна възраст на 18 май 1548 г. Тялото му, погребано в миланската църква „Санта Мария дели Анджели“ (обслужвана от Ордена на миноритите, на които Джулио оставя голяма сума пари), а през 1573 г. (по заповед на по-малкия му брат Алберико I, който страда за драматичната му смърт), е пренесено в криптата на катедралата на Маса: тленните останки са положени близо до тези на баща му Лоренцо и майка му Ричарда.
Биографът на Джулио, Луиджи Стафети, го описва като посветен на културни дейности (автор на сонети, от които се е запазил последният, написан преди смъртта му), с нормален ръст, маслинен цвят на кожата, къдрав, енергичен и смел, строен и приличащ на родителя си. Единственият предполагаем негов портрет, също според популярната традиция, е малка скулптура, присъстваща в Маса в крепостта Маласпина в Маса.

## Брак и потомство
∞ март 1456 в Генуа за Перета (* 1526, Пели, дн. квартал на Генуа; † 1591, Лоано), дъщеря на Томазо Дория, генуезки патриций, братовчед на Андреа Дория (принц на Мелфи), от която няма деца. Перета, след изчезването на Чибо-Маласпина, се омъжва повторно за своя роднина Филипо Дория, граф на Сасокорваро.